# Wilmington Hammerheads Football Club
Wilmington Hammerheads Football Club, mais conhecida como Wilmington Hammerheads FC, foi um clube da cidade de Wilmington, Carolina do Norte.  Disputa atualmente a Premier Development League

## História
O clube foi fundado em 1996 para disputar a USISL Pro League. Sua principal competição foi United Soccer League, liga que disputou entre 2011 e 2016 e que foi vice-campeão em 2012, perdendo a decisão para o Charleston Battery por 1x0. A equipe foi afiliada ao Toronto FC na temporada de 2014 e ao New York City FC em 2015 e 2016. 
Em agosto de 2016 o clube anunciou que sairia da USL, indo para a PDL na temporada de 2017.

## Títulos
Campeão Invicto
| NACIONAIS      | NACIONAIS           | NACIONAIS | NACIONAIS  |
|                | Competição          | Títulos   | Temporadas |
| -------------- | ------------------- | --------- | ---------- |
| Estados Unidos | USL Second Division | 1         | 2003       |